# Alluheyah (huyện)
Huyện Alluheyah là một huyện thuộc tỉnh Al Hudaydah, Yemen. Đến thời điểm năm 2003, huyện này có dân số 105682 người